# Terrobittacus implicatus
Terrobittacus implicatus är en näbbsländeart som först beskrevs av Huang, Hua in Cai, Huang och Hua 2006.  Terrobittacus implicatus ingår i släktet Terrobittacus och familjen styltsländor. Inga underarter finns listade i Catalogue of Life.